# Пленник Зенды (фильм, 1922)
«Пленник Зенды» (англ. The Prisoner Of Zenda) — фильм режиссёра Рекса Ингрэма 1922 года по роману Энтони Хоупа.

## Сюжет
Рудольф Рассендил, английский путешественник, прибывает в Руританию, небольшую восточноевропейскую страну, в которой правит династия его дальних предков.

## В ролях
- Льюис Стоун — Рудольф Рассендил / король Рудольф
- Элис Терри — принцесса Флавия
- Роберт Эдисон — полковник Запт
- Стюарт Холмс — великий герцог «Черный» Майкл
- Рамон Новарро — Руперт
- Барбара ла Марр — Антуанетта де Мобон
- Малкольм МакГрегор — капитан Фриц фон Тарленхайм
- Эдвард Коннелли — маршал фон Стракенц
- Луис Ли — графиня Хельга